# Prêmio Grammy Latino de Melhor Álbum Tropical Tradicional
O Grammy Latino de Melhor Álbum Tropical Tradicional é um prêmio apresentado anualmente no Grammy Latino, uma cerimônia que reconhece a excelência e cria uma consciência mais ampla sobre a diversidade cultural e as contribuições de artistas latinos nos Estados Unidos e internacionalmente. Este prêmio é concedido a um artista solo, duo ou grupo que tenham lançado um álbum vocal ou instrumental de música tradicional tropical, incluindo gêneros como son, danzón, guaracha e bomba, executados no estilo tradicional.
Músicos originários de Cuba dominaram a categoria, embora o prêmio também tenha sido concedido a artistas de Porto Rico, Espanha e Estados Unidos. Foi conquistado pela primeira vez por Tito Puente com Mambo Birdland na primeira cerimônia do Grammy Latino realizada em 2000.
Cachao López é o único artista que ganhou três vezes esta categoria, a última postumamente (o primeiro a ser premiado desta forma). Ele também lidera em número de indicações com quatro, seguido por Ibrahim Ferrer e Eliades Ochoa com três indicações cada.

## Vencedores e indicados
| Ano  | Artista(s)                                       | Obra                                                                  | Indicados | Ref.   |
| ---- | ------------------------------------------------ | --------------------------------------------------------------------- | --- | ------ |

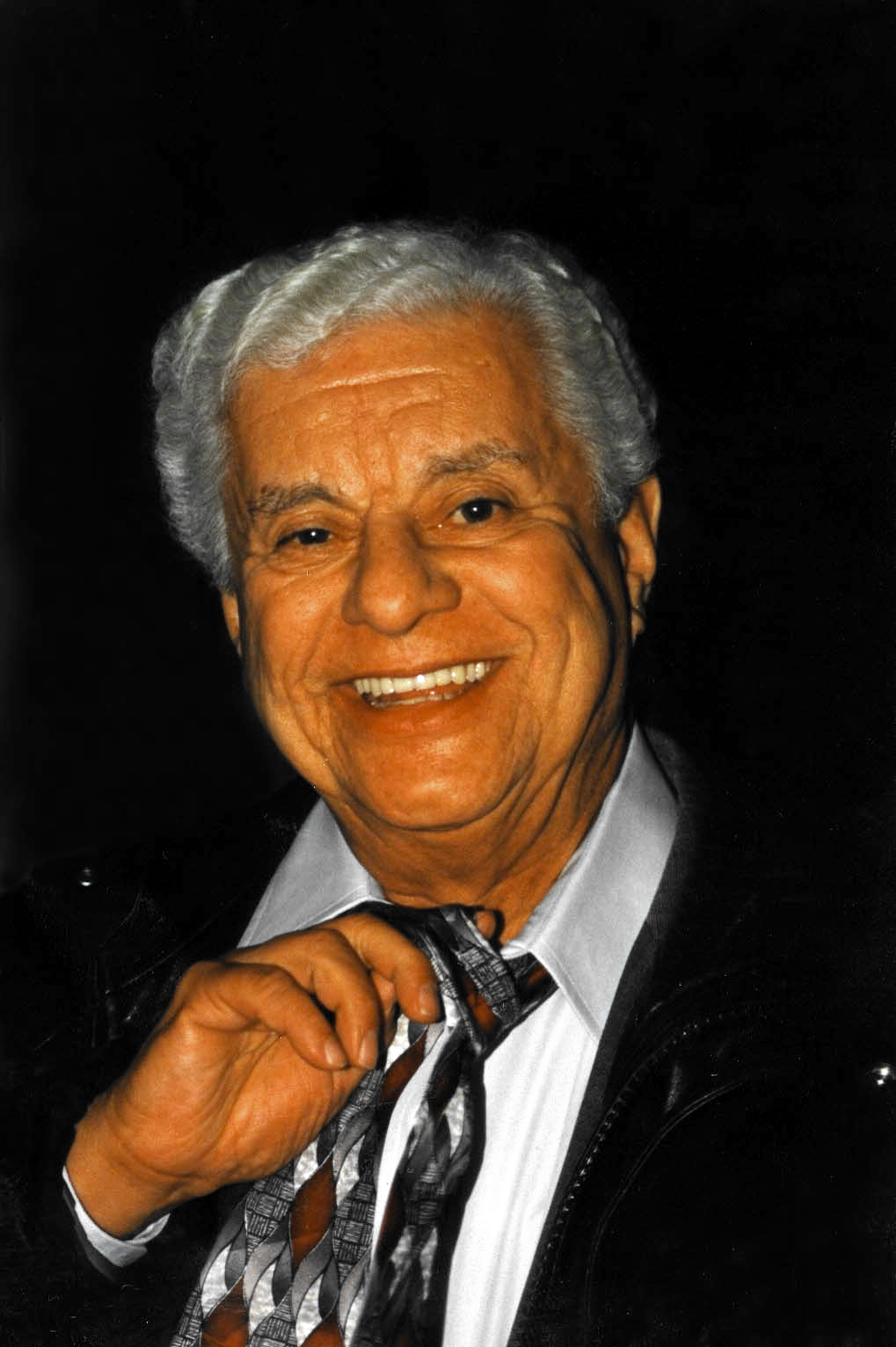
Tito Puente, o primeiro vencedor desta categoria em 2000.

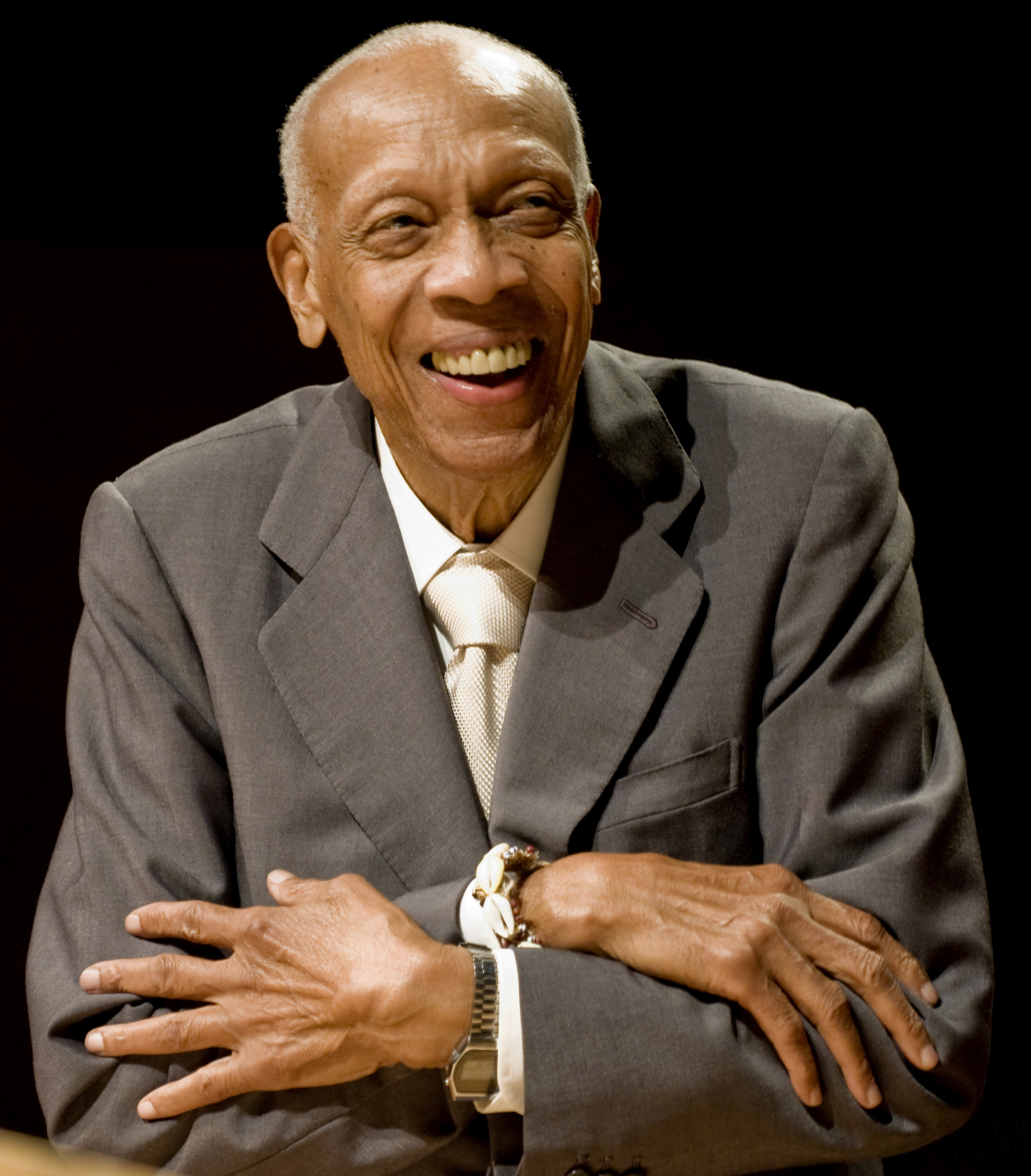
Bebo Valdés, vencedor da categoria em 2004.

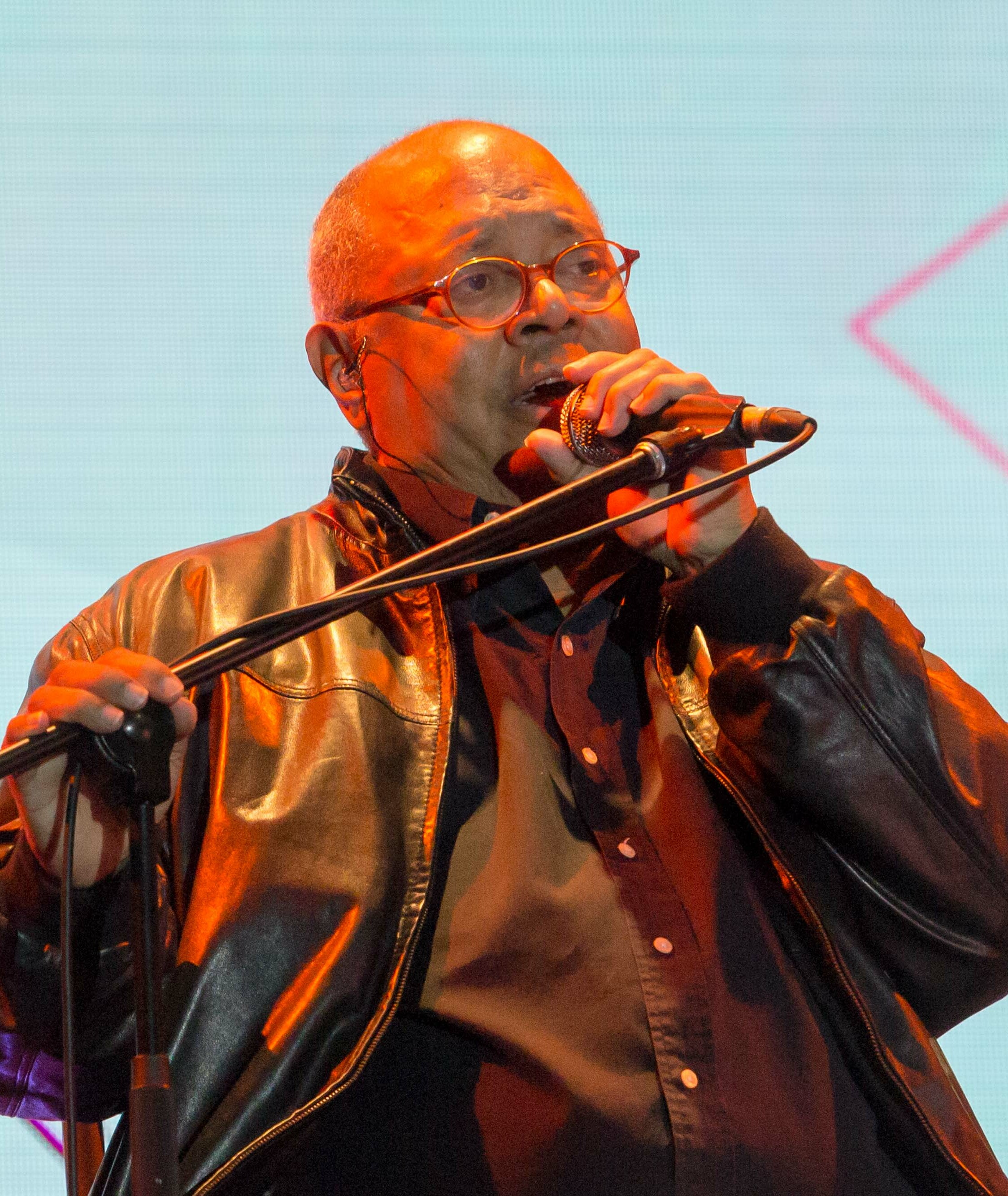
Pablo Milanés, vencedor da categoria em 2006.

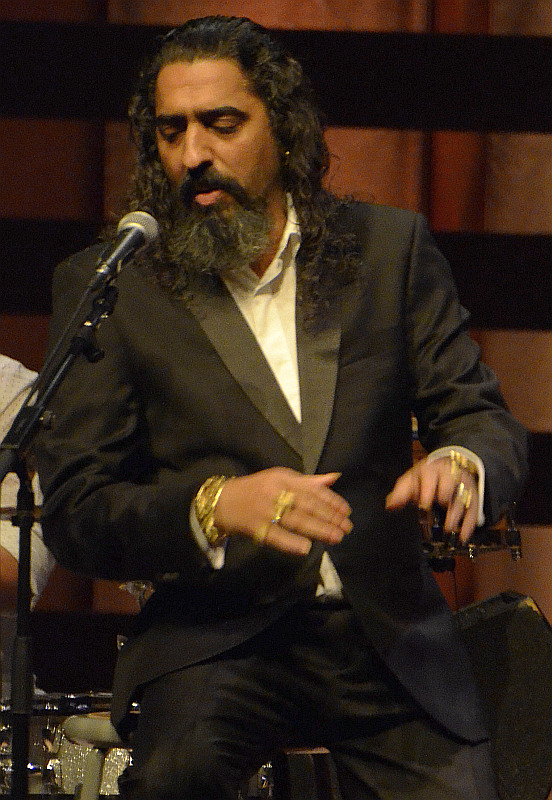
Em 2004, Diego El Cigala foi o primeiro artista de fora da América Latina a vencer da categoria por sua parceria Lágrimas Negras com Bebo Valdés.

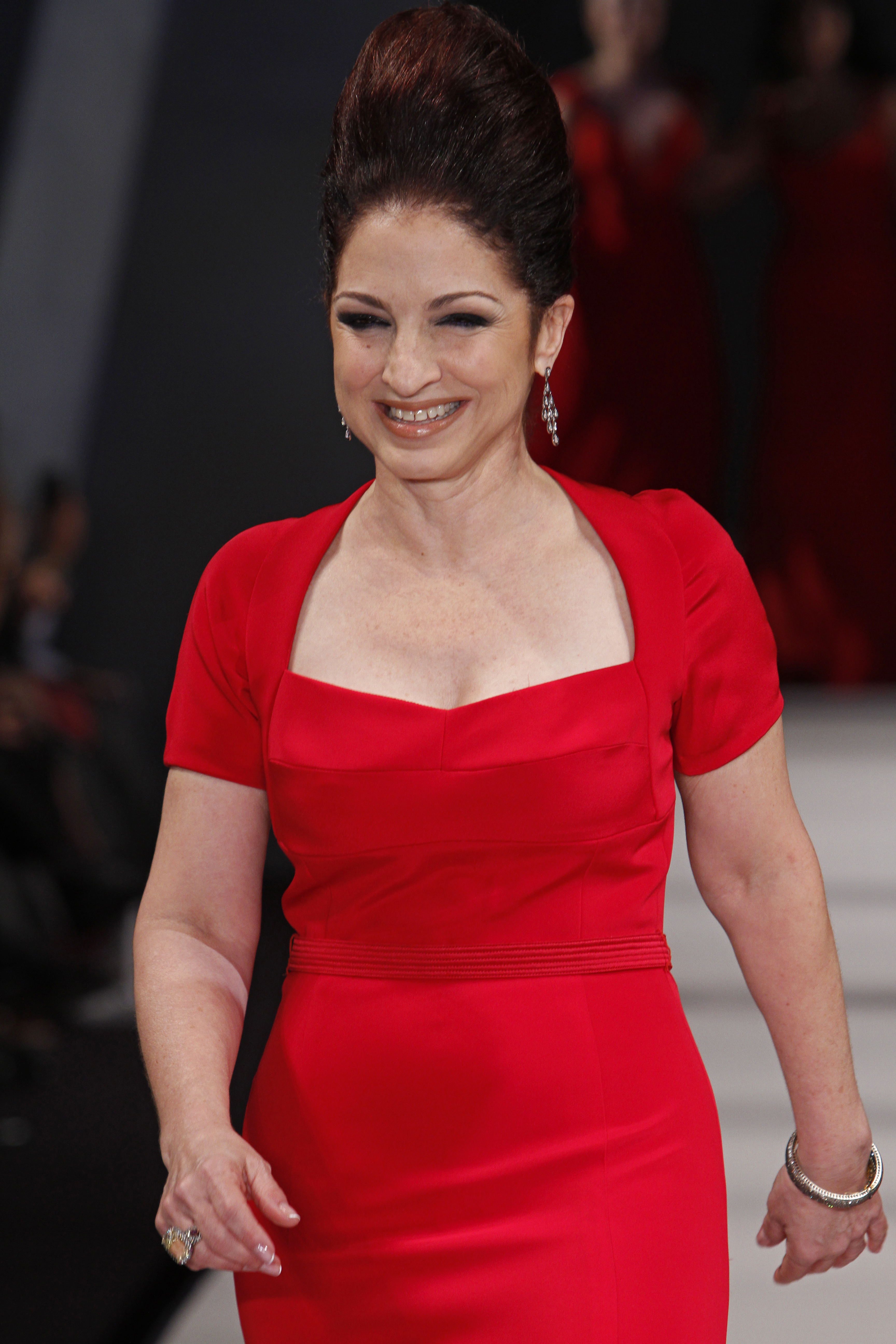
Gloria Estefan, vencedora desta categoria em 2008 pelo álbum 90 Millas.

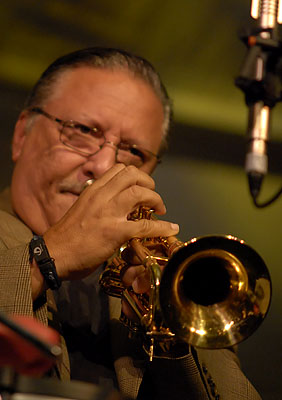
Arturo Sandoval, instrumentista vencedor desta categoria em 2013 pelo álbum Un siglo de pasión.

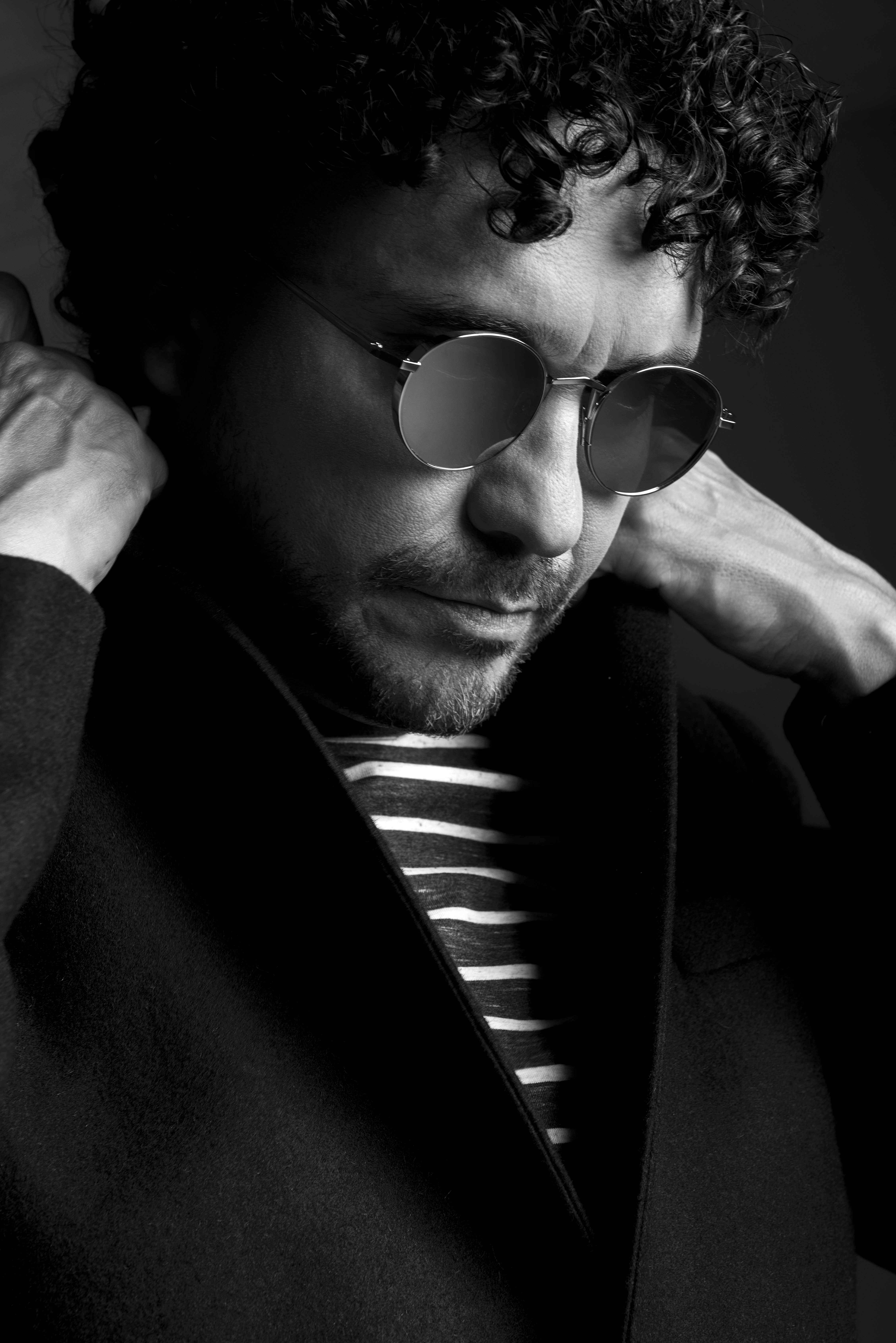
Andrés Cepeda, vencedor da categoria em 2019.

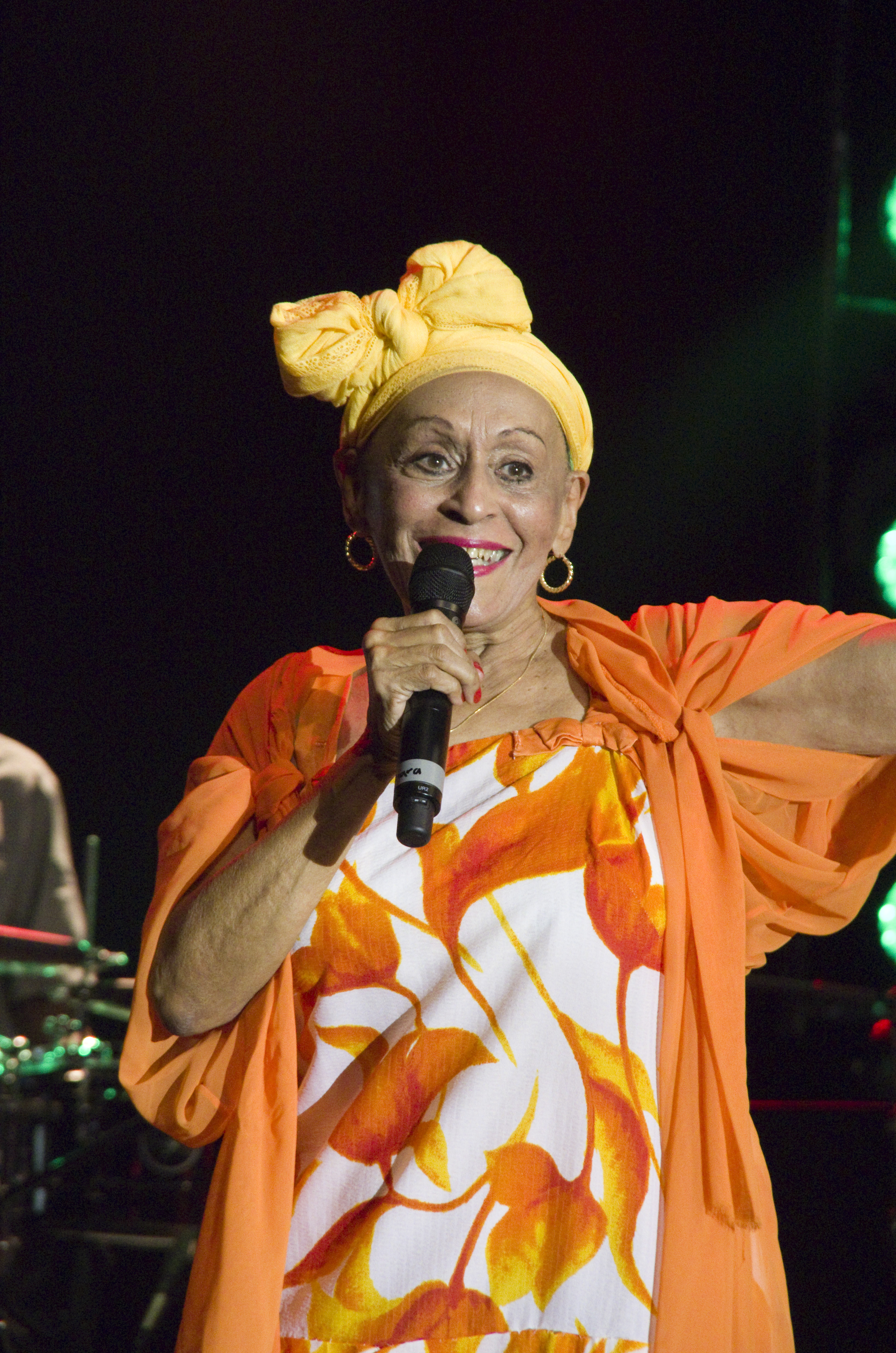
Após 3 indicações sem vitória, Omara Portuondo venceu a categoria em 2023.

| 2000 | Tito Puente                                      | Mambo Birdland                                                        | - Joe Arroyo – En Sol Mayor - Cachao – Cuba Linda - Ibrahim Ferrer – Buena Vista Social Club Presents Ibrahim Ferrer - Carlos Vives – El Amor De Mi Tierra |        |
| 2001 | Celia Cruz                                       | Siempre Viviré                                                        | - Celina González e Reutilio – 50 Años...Como Una Reina - Los Super Seven – Canto - Plena Libre – Mas Libre - Omara Portuondo – Buena Vista Social Club Presents Omara Portuondo | [ 3 ]  |
| 2002 | Bebo Valdés Trio Cachao López Carlos Valdés      | El Arte del Sabor                                                     | - Nelson González – Pa' Los Treseros - Totó la Momposina – Pacantó - Vários Artistas; Juan Pablo Torres (produtor) – Cuban Masters – Los Originales - Charlie Zaa – De Un Solo Sentimiento | [ 4 ]  |
| 2003 | Ibrahim Ferrer                                   | Buenos Hermanos                                                       | - The Mambo All Stars Orchestra – 50 Years of Mambo - Polo Montañez – Guitarra Mía - Eliades Ochoa – Estoy Como Nunca - Plena Libre – Mi Ritmo | [ 5 ]  |
| 2004 | Bebo Valdés Diego El Cigala                      | Lágrimas Negras                                                       | - Las Hermanas Márquez – Paquito D'Rivera Presents las Hermanas Márquez - Manny Manuel – Serenata - Danny Rivera e “El Topo” Antonio Cabán Vale – Amigos del Alma - Tropicana All Stars – Tropicana All Stars Recuerda A Benny Moré                                                                                           | [ 6 ]  |
| 2005 | Cachao López                                     | ¡Ahora Sí!                                                            | - Manny Manuel – Nostalgia - Manuel "El Guajiro" Mirabal – Buena Vista Social Club Presents: Manuel Guajiro Mirabal - Omara Portuondo – Flor De Amor - Tropicana All Stars – Tradición | [ 7 ]  |
| 2006 | Andy Montañez Pablo Milanés                      | AM/PM Líneas Paralelas                                                | - Chucho Avellanet – Esta Noche Está Para Boleros - Juan de Marcos e o Afro-Cuban All Stars – Step Forward – The Next Generation - Compay Segundo – Siempre Compay - Melina León e Los Tri-O – Serenata En San Juan - Plena Libre – Evolución                                                                                 | [ 8 ]  |
| 2007 | Bobby Cruz                                       | Románticos De Ayer, Hoy y Siempre                                     | - Francisco Céspedes – Con El Permiso De Bola - Ibrahim Ferrer – Mi Sueño - La Charanga Cubana – A Comer Chicharrón - Alfredo Valdés Jr. – De La Habana A Nueva York | [ 9 ]  |
| 2008 | Gloria Estefan                                   | 90 Millas                                                             | - Albita, Rey Ruiz e Donato Poveda – Cuba: Un Viaje Musical - Chucho Avellanet com Trío Los Andinos – Bohemio - Edwin Colón Zayas – El Cuarto Puertorriqueño... Reafirmación - Victor Manuelle – Una Navidad A Mi Estilo | [ 10 ] |
| 2009 | Gilberto Santa Rosa                              | Una Navidad Con Gilberto                                              | - Orquesta América – Siempre A Punto - María Dolores Pradera y Los Sabandeños – Te Canto Un Bolero - Totó La Momposina – La Bodega - Orestes Vilató – It's About Time | [ 11 ] |
| 2010 | Concha Buika                                     | El Último Trago                                                       | - Pedro Jesus – Tributo a Orlando Contreras "El Jefe del Despecho" - Septeto Habanero – 90 Años, Orgullos de los Soneros - Sierra Maestra – Sonando Ya - Vários Artistas; Edesio Alejandro, Nelson Estevez & Juan Hidalgo (produtores) – 100 Sones Cubanos                                                                    | [ 12 ] |
| 2011 | Cachao López                                     | The Last Mambo                                                        | - Albita – Toda Una Vida (Cuban Masterworks) - Adalberto Álvarez – El Son de Altura - Esencia – Con La Fuerza de un Tren - Septeto Santiaguero – Oye Mi Son Santiaguero | [ 13 ] |
| 2012 | Eliades Ochoa                                    | Un Bolero Para Tí                                                     | - Miguel García – Guarachando - Plenealo – Soy Yo - Quinteto Criollo – La Trova de Siempre - Son de Tikiza – Bolero |        |
| 2013 | Arturo Sandoval                                  | Un Siglo de Pasión                                                    | - Lucy Fabery e Humberto Ramírez – Sentimentales - Miriam Ramos com Barbarito Torres, Ernán Lopez-Nussa and Rolando Luna – La Canción Cubana - Septeto Nacional Ignacio Piñeiro – La Habana Tiene Su Son - Septeto Santiaguero – Vamos Pa' la Fiesta                                                                          |        |
| 2014 | La Sonora Santanera                              | Grandes Éxitos de las Sonoras: Con la Más Grande, La Sonora Santanera | - Alquimia La Sonora del XXI – Sentimiento Anacobero - Eliades Ochoa e El Cuarteto Patria – El Eliades Que Soy - Pijuan e Los Baby Boomer Boys – Solo Pa' los Jóvenes... de Corazón - Viento de Agua – Opus IV |        |
| 2015 | José Alberto "El Canario" Septeto Santiaguero    | No Quiero Llanto: Tributo a Los Compadres                             | - Checo Acosta – #SiguedeModa - Rafael "Pollo" Brito – Homenaje A Tito Rodríguez - Alain Pérez – El Alma del Son – Tributo A Matamoros - Sonlokos – Locos Por El Son |        |
| 2016 | La Sonora Santanera                              | La Sonora Santanera en su 60 Aniversario                              | - Rafael Pollo Brito – Pa' Tío Simón - Jesús "Chino" Miranda – El Malquerido: Original Motion Picture Soundtrack - Septeto Nacional Ignacio Piñeiro – El Más Grande y Universal - Vários Artistas; Luis Amed Irizarry (produtor) – Cuba y Puerto Rico Son...                                                                  |        |
| 2017 | Jon Secada The Charlie Sepúlveda Big Band        | To Beny Moré with Love                                                | - Albita – Albita - El Septeto Santiaguero – Raíz - La Colmenita (Vários Artistas); José Manuel García Suárez (produtor) – El Añejo Jardín - Babalú Quinteto – Cuba Sobre Cuerdas |        |
| 2018 | José Alberto "El Canario" El Septeto Santiaguero | A mi qué: Tributo a los clásicos cubanos                              | - Rubén Blades e Roberto Delgado & Orquesta – Medoro Madera - La Sonora Santanera – La Fiesta Continúa - Omara Portuondo – Omara Siempre - María Rivas – Motivos | [ 14 ] |
| 2019 | Andrés Cepeda                                    | Andrés Cepeda Big Band                                                | - Olga Cerpa and Mestisay – Vereda Tropical - Yelsy Heredia – Lo Nuestro - Aymée Nuviola – A Journey Through Cuban Music - Septeto Acarey – La Llave Del Son | [ 15 ] |
| 2020 | Orquesta Aragón                                  | Ícono                                                                 | - Changüí De Guantánamo – Este es Nuestro Changüí - Ernesto Fernández – Pa'Lante - Orquesta Failde – Failde con Tumbao - Mariaca Semprún – Soy Puro Teatro - Homenaje a La Lupe | [ 16 ] |
| 2021 | Alain Pérez Issac Delgado Orquesta Aragón        | Cha Cha Chá: Homenaje a lo tradicional                                | - José Aguirre Cali Big Band – Gente con Alma - Chabuco – Chabuco en La Habana - Jon Secada & Gonzalo Rubalcaba – Solos - Leoni Torres – Alma Cubana | [ 17 ] |
| 2022 | Gonzalo Rubalcaba Aymée Nuviola                  | Live in Marciac                                                       | - Renesito Avich – Café con Cariño - Chabuco – Chabuco Desde el Teatro Colón de Bogotá - Septeto Nacional Ignacio Piñeiro – Gran Combo Pa' Rato - Leoni Torres – Canten | [ 18 ] |
| 2023 | Omara Portuondo                                  | Vida                                                                  | - Estrella Acosta – Tierra, Songs By Cuban Women - El Septeto Santiaguero – Y Sigo Pa'lante - La Sonora Santanera – Tour Sinfónico En Vivo Auditorio Nacional - Orquesta Failde – Danzoneando (En Vivo Desde Matanzas) - Septeto Acarey de Reynier Pérez – En Tiempo de Son... Homenaje a las Canciones de: Jorge Luis Piloto | [ 19 ] |